# 萍乡北站
萍乡北站位于中华人民共和国江西省萍乡市经济技术开发区田中新区萍水河西侧，距萍乡市政府约5.5km，距沪昆铁路萍鄉站6公里，是沪昆客运专线从湖南省进入江西省的第一个车站，也是南昌局集团管内自西向东第一站，现由南昌局集团宜春车务段管辖。

## 车站结构
车站目前规模为3台7线，其中正线2条，到发线5条，设有一座侧式站台和两座岛式站台，并设有进站天桥和出站地道各1座。站房建筑面积为15000平方米，其中地上部分共9994平方米。车站为线侧平式站房，站房综合楼为地上两层，另有地下架空层，并设置站前高架和落客平台。
建设中的长赣铁路将经过本站。建设过程中，将在既有沪昆场北侧并站新建长赣场，规模为2台6线，并延长既有进站天桥和出站地道。工程还将在两场中间新建综合维修工区，并在车站西侧新建渝长沪联络线，以满足跨线列车的运行需求。

### 车站楼层
| 地面 | 站厅     | 售票处、进站口、候车区、出站口          |  |  |
|      | 上行站台 | 渝厦高速铁路 厦门北方向（下站：芦溪南） |  |  |
|      | 岛式站台 |                                         |  |  |
|      | 上行站台 | 渝厦高速铁路 厦门北方向（下站：芦溪南） |  |  |
|      |          | 渝厦高速铁路 厦门北方向越行线           |  |  |
|      |          | 渝厦高速铁路 重庆方向越行线             |  |  |
|      | 下行站台 | 渝厦高速铁路 重庆方向（下站：上栗）     |  |  |
|      | 岛式站台 |                                         |  |  |
|      | 下行站台 | 渝厦高速铁路 重庆方向（下站：上栗）     |  |  |
|      | 上行站台 | 沪昆高速铁路 上海虹桥方向（下站：宜春） |  |  |
|      | 岛式站台 |                                         |  |  |
|      | 上行站台 | 沪昆高速铁路 上海虹桥方向（下站：宜春） |  |  |
|      |          | 沪昆高速铁路 上海虹桥方向越行线         |  |  |
|      |          | 沪昆高速铁路 昆明南方向越行线           |  |  |
|      | 下行站台 | 沪昆高速铁路 昆明南方向（下站：醴陵东） |  |  |
|      | 岛式站台 |                                         |  |  |
|      | 下行站台 | 沪昆高速铁路 昆明南方向（下站：醴陵东） |  |  |
|      | 下行站台 | 沪昆高速铁路 昆明南方向（下站：醴陵东） |  |  |
|      | 侧式站台 |                                         |  |  |